# Konfederace horských národů Kavkazu
Konfederace horských národů Kavkazu (rusky: Конфедерация горских народов Кавказа) je severokavkazská vojenská a politická organizace, která byla založena v době rozpadu Sovětského svazu v roce 1990. Organizace proslula hlavně svou klíčovou rolí, kterou sehrálo v krvavé válce v Abcházii v letech 1992-1993 a svými protiruskými a protigruzínskými postoji. V současné době již má Konfederace malý vliv.

## Vznik
V období rozpadu Sovětského svazu se jednotlivé kavkazské národy začaly domáhat plné nezávislosti na Rusku. Tyto národy a etnika byly však příliš malé na to, aby mohly dosáhnout tohoto cíle každý sám. 
První „sněm severokavkazských národů“ byl z iniciativy abchazského nacionalistického hnutí Aidgylara svolán do Suchumi na dny 25. a 26. srpna 1989, avšak tehdy ještě ne ve formě konfederace, byl však zvolen předseda sněmu Musa Šanibov. Na druhém sněmu konaném 13. a 14. října 1990 v severokavkazském Nalčiku byl tento „sněm severokavkazských národů“ transformován v takzvanou „Horskou republiku“.
Dne 4. listopadu 1990 se v kabardsko-balkarském Nalčiku sešel sněm na svém třetím zasedání s účastí 16 kavkazských národů ze 7 autonomních republik či oblastí, jehož výsledkem bylo vytvoření Konfederace horských národů Kavkazu s prezidentem, kterým byl jmenován Musa Šanibov a s 16 viceprezidenty, každý reprezentující svůj národ. Dále byl později v roce 1991 zřízen kavkazský parlament, jehož předsedou se stal Čečenec Jusup Soslanbekov. Konfederace se pod Šanibovovým vedením v roce 1992 pokusila ovládnout Kabardsko-Balkarsko, ale byla v boji o moc poražena vládnoucími bývalými komunisty.

## Válka v Abcházii
Poprvé se konfederace angažovala v národnostním sporu mezi Gruzínci a Abchazy, kteří byli členy této organizace. Už v roce 1991 si na Moskvě vymohla politické zhodnocení situace. Koncem srpna 1992 se konflikt naplno rozhořel a v Grozném se uskutečnilo 11. zasedání severokavkazského parlamentu Konfederace. Předmětem jednání zde byla pouze abchazská otázka. Výsledkem jednání bylo odsouzení agrese vůči muslimským Abchazům a vyhlášení nepřátelství vůči Gruzii. Konfederace kavkazských národů vytvořila dobrovolnickou armádu, sponzorovanou ruskou armádou, a poslala ji do Abcházie s tím, aby využila „všech možných metod boje proti gruzínským okupantům“. Mnohým pomalu začal být jasný pravý důvod založení této Konfederace.
Vedení Konfederace aplikovalo tvrdý přístup vůči všem „nepřátelům Abchazů“, za které byli považováni jak všichni lidé nesouhlasící se separatistickými postoji Abchazů, tak i Gruzínci a jejich sympatizanti, a to bez ohledu na etnickou příslušnost. Takovýto postoj Konfederace, přenesený na kavkazská vojska, se poprvé naplno projevil v bitvě o Gagru na začátku října 1992, která se uskutečnila krátce po krachu mírových jednání v Moskvě. Kavkazští bojovníci, vedení budoucím proslulým kavkazským válečníkem Šamilem Basajevem, společně s abchazskou národní gardou v Gagře zabili stovky civilistů a blíže nespecifikovaný počet gruzínských vojáků, kteří tam zásluhou ruské armády zůstali osamoceni a bez posil. V říjnu potom vedli severokavkazští bojovníci neúspěšně ofenzívu vůči gruzínským posádkám ve vesnicích Kamani a Šroma poblíž toku řeky Gumisty .
Zajímavý byl i postoj vedení Ruské federace vůči této kavkazské militantní organizaci, protože Rusové neměli žádných námitek ani proti vzniku konfederace, ani proti její radikalizaci a militarizaci a už vůbec nic proti překračování hranic s Gruzií a vedení války v Abcházii. Rusové snad nechali kavkazskou konfederaci dělat v Abcházii, co chtěla, možná proto, aby odlákali pozornost jejích vůdců od národnostních problémů v jejich vlastních domovinách na Severním Kavkaze a aby oddálili jejich snahy o boj za nezávislost severního Kavkazu. V tomto případě nepřátelství konfederace vůči Gruzíncům bylo plně v souladu se zájmy ruské moci a ruští vojáci se častokrát podíleli na aktivitách severokavkazských bojovníků.

## Masakr v Suchumi
27. září Abchazové úspěšně dokončili obléhání svého hlavního města Suchumi, které bylo obsazeno gruzínskou armádou. Tímto krokem porušili mír vyjednaný v ruském Soči, ve kterém se obě strany konfliktu zavázaly ke klidu zbraní a stažení těžké bojové techniky, a abchazská agrese byla ostře odsouzena OSN. Kavkazské jednotky vtrhly do ulic Suchumi a společně s abchazskými jednotkami zabíjely civilní obyvatelstvo, které se před nimi snažilo zoufale ukrýt v opuštěných domech. Masakr v Suchumi a další etnické čistky v okolí trvaly po celé následující dva týdny. Celkem bylo zabito na 10 až 30 tisíc civilistů a hrubým odhadem dalších 200-250 tisíc lidí opustilo Abcházii.

## Po válce v Abcházii
Po abchazské válce začala Konfederace skomírat, hlavně kvůli vnitřním sporům mezi pro- a protikremelsky orientovanými frakcemi. Krátkou renesanci zažila organizace v počátcích první války v čečensku, když Šanibov zorganizoval po celém Kavkazu tisícihlavou dobrovolnickou armádu, která blokovala příjezdové cesty do Grozného. Avšak díky jeho další prohře v Kabardsku-Balkarsku s místním silně prokremelským vůdcem ztratil svůj vliv a byl v roce 1996 nucen odejít z funkce. Od jeho odchodu již Konfederace horských národů Kavkazu nikdy nezasáhla do politiky na severním Kavkazu. Jeho nástupcem se stal Jusup Soslanbekov, který byl 27. července 2000 zavražděn. Od jeho smrti je Konfederace neaktivní, ale formálně dosud existuje.